# Runchomyia theobaldi
Runchomyia theobaldi är en tvåvingeart som först beskrevs av Lane och Nelson Leander Cerqueira 1942.  Runchomyia theobaldi ingår i släktet Runchomyia och familjen stickmyggor. Inga underarter finns listade i Catalogue of Life.